# 安子山臭蛙
安子山臭蛙（学名：Odorrana yentuensis），一种分布于越南东北部及中国广西地区的两栖动物，隶属于蛙科臭蛙属。

## 形态特征
安子山臭蛙体型小，雄蛙体长41.7～46.2毫米，雌蛙体长59.33～65.7毫米。身体背部光滑，呈浅棕色至橄榄绿色，具有少量深色斑；四肢背面有深色横纹；身体腹面为黄白色。